# برتز، شهرستان پرستون، ویرجینیای غربی
برتز (به انگلیسی: Bretz) یک منطقهٔ مسکونی در ایالات متحده آمریکا است که در شهرستان پرستون، ویرجینیای غربی واقع شده‌است. برتز ۵۵۱٫۰۹ متر بالاتر از سطح دریا واقع شده‌است.